# Mayumi Kameda
Pour les articles homonymes, voir Kameda.
Mayumi Kameda (亀田真弓, Kameda Mayumi), née à Tokyo en 1957, est une pianiste japonaise.
Formée au Tōhō Gakuen Daigaku, elle termine ses études au conservatoire de Paris avec Gabriel Tacchino pour professeur. Kameda remporte le 1er prix de l'édition 1981 du concours international de piano d'Épinal et le 2e prix du concours international de piano de Cleveland en 1983.
Elle reste active au niveau international en tant que pianiste de concert en duo avec Jean-Jacques Balet.

## Référence
- (en) Cet article est partiellement ou en totalité issu de l’article de Wikipédia en anglais intitulé « Mayumi Kameda » (voir la liste des auteurs).

1. 1 2  (en) « Lionel Rogg, Portrait of a free composer »